# 武昌霍氏虫
武昌霍氏虫（学名：Hoferellus wuchangensis）为碘泡科霍氏虫属的动物。在中国，分布于湖北等，营寄生生活，寄生在鲫的膀胱。